# Pablo Milanés
Pablo Milanés Arias (Bayamo, 1943. február 24. – Madrid, Spanyolország, 2022. november 22.) kubai énekes-dalszerző, gitáros.

## Diszkográfia
- Versos José Martí Cantados por Pablo Milanés (1974)
- Canta a Nicolás Guillén (1975)
- Pablo Milanés (1976)
- No me pidas (1978)
- Aniversario (1979)
- Años with Luis Peña (1979)
- Canta a la resistencia popular chilena (1980)
- El pregón de las flores (1981, Lilia Verával)
- Filin (1981)
- Yo me quedo (1982)
- El guerrero (1983)
- Comienzo y final de una verde mañana (1984)
- Ao vivo no Brasil (1984)
- Querido Pablo (1986)
- Años 2 (1986, Luis Peñával és Octavio Sánchezzel)
- Buenos días América (1987)
- Trovadores (1987, Armando Garzónnal)
- Proposiciones (1988)
- Filin 2 (1989)
- Filin 3 (1989)
- Identidad (1990)
- Canto de la abuela (1991)
- Filin 4 (1991)
- Filin 5 (1991)
- Años 3 (1992 Luis Peñával, Compay Segundóval és Octavio Sánchezzel)
- Canta boleros en Tropicana (1994)
- Evolución (1994)
- Igual que ayer (1994, Caco Senantéval
- Orígenes (1994)
- Plegaria (1995)
- Si yo volviera a nacer (1995)
- Blanco y negro (1995, Víctor Manuellel)
- Despertar (1997)
- Vengo naciendo (1998)
- Días de gloria (2000)
- Live from New York City (2000)
- Pablo querido (2002)
- Como un campo de maíz (2005)
- Líneas paralelas (2005, Andy Montañezzel)
- Regalo (2007)
- Pablo Milanés en vivo: Amor y desamor (2007)
- Raúl y Pablo (2008, Raul Torres-szel)
- Más allá de todo (2008, Chucho Valdés-szel)
- Feeling 6 (2008)
- Pablo y Lynn Milanés en concierto (2011, Lynn Milanés-szel)
- Renacimiento (2013)
- Canción de otoño (2014)
- 50 de 22 (2015)
- Flores del futuro (2016, Miguel Núñezzel)
- Amor (2017, Haydée Milanés-szel)